# Akarmara
Akarmara (cirill írással: Акармара, grúzul: აკარმარა) korábban szénbányászok által lakott település, ma szellemváros Abháziában, Tkvarcselitől körülbelül 10 kilométerre, a Galidzga folyó völgyében.

## Története
A település eredetéről nem sokat tudni, nem valószínű, hogy a területen nagyobb lélekszámú település lett volna található. Akarmara az 1960-as években indult virágzásnak, amikor üdülők épültek a helyen, majd hamarosan az orosz felső tízezer tagjai találtak itt állandó otthonra. Az 1970-es évek közepén a város lélekszáma meghaladta az 5000 főt. A település befolyását mutatja, hogy az Ohamcsire-Tkvarcseli vasútvonalat ebben az időben meghosszabbították Akarmaráig.
A város vesztét a Szovjetunió felbomlása okozta - a lakosok (jórészt párttagok) protekciója megszűnt, a településen munkalehetőség jószerivel nem adódott, valamint az abház nacionalisták minden eltérő nemzetiséget ki akartak űzni Abháziából. Akarmarából már a kilencvenes évek közepére eltűnt szinte a teljes lakosság, a vasút ismételten csak Tkvarcseliig közlekedett, a város helyét pedig adminisztratív módon Tkvarcselihez csatolták.
A terület ma kedvelt célpontja katasztrófaturistáknak, annak ellenére, hogy a vasút megszűnte óta megközelítése akadályokba ütközik. Ezenkívül élnek még a területen egyes lokálpatrióták valamint erdőgazdálkodók, ezek száma valahol 50 és 100 között van, ám a város házainak döntő többsége az enyészeté.